# 담양 대치리 느티나무
담양 대치리 느티나무(潭陽 大峙里 느티나무)는 대한민국 전라남도 담양군 대전면 대치리에 있는 느티나무이다. 대한민국의 천연기념물 제284호로 지정되었다.
한재초등학교 교정에 심겨 있으며, 나이가 약 600살 정도로 추정된다. 높이 34미터, 가슴 높이의 둘레가 8.78미터에 이른다. 조선 태조가 전국을 돌면서 명산을 찾아 공을 드리던 중 이곳에서 공을 드리고 손수 심은 것이라는 이야기가 전해진다.

## 개요
느티나무는 우리나라를 비롯하여 일본, 대만, 중국 등의 따뜻한 지방에 분포하고 있다. 가지가 사방으로 퍼져 자라서 둥근 형태로 보이며, 꽃은 5월에 피고 열매는 원반모양으로 10월에 익는다. 줄기가 굵고 수명이 길어서 쉼터역할을 하는 정자나무로 이용되거나 마을을 보호하고 지켜주는 당산나무로 보호를 받아왔다.
담양 대치리의 느티나무는 나이가 약 600살 정도로 추정되며, 높이가 34m, 가슴높이의 둘레가 8.78m의 크기이다. 이 나무는 한재골이라는 마을에 서 있는데, 조선 태조(재위 1392∼1398)가 전국을 돌면서 명산을 찾아 공을 드리던 중 이곳에서 공을 드리고 그 기념으로 손수 심은 것이라는 이야기가 전해지고 있다.
담양 대치리의 느티나무는 태조 이성계와 관련된 이야기가 전해오는 역사적 자료로서의 가치가 큰 나무이며, 오래된 나무로서 생물학적 보존가치도 높아 천연기념물로 지정·보호하고 있다.

## 같이 보기
- 한재초등학교

## 참고 자료
- 담양 대치리 느티나무 - 국가유산청 국가유산포털